# Chevreulia
Chevreulia Cass. – rodzaj roślin z rodziny astrowatych (Asteraceae). Obejmuje co najmniej 7 gatunków. Zasięg rodzaju obejmuje Amerykę Południową oraz wyspy Tristan da Cunha i Falklandy.

## Systematyka
Pozycja według APweb (aktualizowany system APG III z 2009)
Jeden z rodzajów plemienia Gnaphalieae z podrodziny Asteroideae w obrębie rodziny astrowatych (Asteraceae) z rzędu astrowców (Asterales) należącego do dwuliściennych właściwych.
Wykaz gatunków
- Chevreulia acuminata Less.
- Chevreulia diemii Cabrera
- Chevreulia gnaphalioides D.Don ex Hook. & Arn.
- Chevreulia lycopodioides (d'Urv.) DC.
- Chevreulia pusilla DC.
- Chevreulia sarmentosa (Pers.) S.F.Blake
- Chevreulia xeranthemoides D.Don ex Hook.